# Nucula kanaka
Nucula kanaka is een tweekleppigensoort uit de familie van de Nuculidae. De wetenschappelijke naam van de soort is voor het eerst geldig gepubliceerd in 1991 door Bergmans.